# 圣韦内朗
圣韦内朗（法語：Saint-Vénérand，法語發音：[sɛ̃ veneʁɑ̃]）是法国上卢瓦尔省的一个市镇，属于布里尤德区。

## 地理
圣韦内朗（44°52'1"N, 3°40'44"E）面积9.68 平方千米，位于法国奥弗涅-罗讷-阿尔卑斯大区上盧瓦爾省，该省份为法国中南部省份，北起多姆山省和卢瓦尔省，西接康塔爾省，南至洛泽尔省，东临阿尔代什省。
与圣韦内朗接壤的市镇（或旧市镇、城区）包括：托拉斯、阿莱拉斯、阿列河畔圣克里斯托夫、贝莱尔瓦勒当斯。

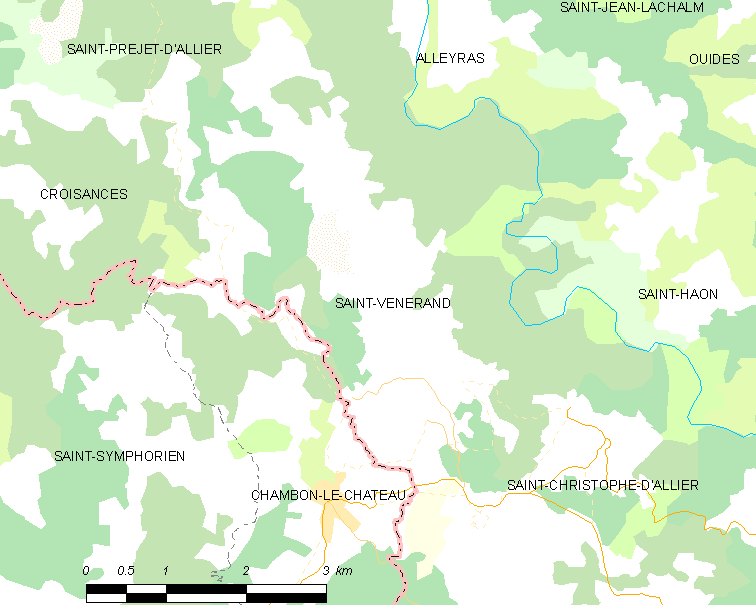
圣韦内朗的OSM定位图

圣韦内朗的时区为UTC+01:00、UTC+02:00（夏令时）。

## 行政
圣韦内朗的邮政编码为43580，INSEE市镇编码为43225。

## 政治
圣韦内朗所属的省级选区为阿列峡-热沃当县。

## 人口

1962-2008年间圣韦内朗人口变化图示

圣韦内朗于2022年1月1日时的人口数量为60人。